# Victoria Braurei
Victoria Braurei AG – browar w Szczecinie istniejący w latach 1862/63-1917.

## Historia
Na szczycie wzniesienia przy ul. Jagiellońskiej 63/64 znajdują się budynki należące obecnie do Szczecińskiej Wytwórni Wódek Polmos S.A. Obiekt ten powstał przy ówczesnej Turnerstrasse 10/11 w latach 1862-1863 za sprawą Hermana Kocha, który to złożył do Policji Budowlanej prośbę o pozwolenie na budowę browaru. W 1870 roku browar przyjął nazwę Victoria.
Przedsiębiorstwo poddawane było systematycznej modernizacji oraz rozbudowie. Zostały zakupione nowe urządzenia oraz technologie, powstały nie tylko nowe pomieszczenia magazynowe ale również kompleks przeznaczony dla pracowników przedsiębiorstwa. Znalazł się w nim pawilon restauracyjny, strzelnica wiatrówkowa, kręgielnia, park z miejscem dla orkiestry oraz piwiarnia. Tamtejsza gospodarka i zasady funkcjonowania przedsiębiorstw opierały się na zaufaniu, dobrym imieniu oraz nienagannej opinii o produktach. Nie obowiązywały wtedy normy ustalone z urzędu, przedsiębiorstwa nie podlegały kontrolom, czas pracy nie był normowany, mimo to Browar działał i rozwijał się, zwiększając sprzedaż własnych produktów. Firma nie poradziła sobie jednakże z trudnościami, jakie miały miejsce w czasie I wojny światowej. Brak surowców, problemy z transportem, zmniejszone zasoby siły roboczej, wszystko to sprawiło, że browar zaprzestał produkcji w 1917 roku.
W latach 1922–24, po przejęciu w 1920 budynków i wyposażenia Victorii oraz po przekształceniu browaru w wytwórnię wódek i winiaków Carl Wilhelm Kemp AG, koncern Rückforth’a obejmujący przemysł fermentacyjny, piwowarski oraz spirytusowy na terenie Pomorza i Brandenburgii, wznowił produkcję przy Turnerstrasse.
Firma funkcjonowała nieprzerwanie do czasu II wojny światowej, kiedy to wszelkie archiwalia, dokumentacje produkcyjne, technologiczne i techniczne oraz najistotniejsze urządzenia zostają wywiezione w głąb Niemiec, by tam po zakończeniu wojny wznowić produkcję w fabryce w Rostocku.

## Historyczne nazwy i właściciele
- H. Förster, Victoria-Brauerei – 1873
- Meyer & Schreiner, Victoria-Brauerei – 1891
- R. Meyer, Victoria-Brauerei – 1900
- Stettiner Victoria-Brauerei AG (üv. Stettiner Bergschloß-Brauerei) – 1920[1]